# Liang (estat)
|  | Aquest article tracta sobre l'estat xinès antic. Per la Dinastia Liang (502-557) del període de les Dinasties del Nord i el Sud, vegeu Dinastia Liang. Per l'estat dels Setze Regnes durant la Dinastia Jin (265–420) vegeu Liang anteriors |

L'Estat Liang (xinès tradicional: 梁國, xinès simplificat: 梁国, pinyin: Liáng Guó) va ser un dels estats del període de les Primaveres i Tardors (475-221 aC), vorejava l'Estat de Qin i va ser conquerit pel Duc Mu de Qin en el 641 aC. Els governants de l'Estat de Liang tenien el cognom de Ying (嬴), similar a l'estat veí de Qin. La capital de l'estat de Liang es trobava al sud de la moderna Ciutat de Hancheng a Shaanxi.
En el 703 aC, els governants dels cinc estats de Guo Occidental (西虢國){, Rui (芮國), Xun (荀國) i Jia (賈國), incloent l'Estat de Liang, derrotaren al Duc Wu de Quwo usant la força armada.
En el 654 aC, el Príncep Yiwu de l'Estat de Jin n'escapà a l'Estat de Liang. El Comte de Liang (梁伯) va prometre sa filla Liang Ying (梁嬴) amb el Príncep Yiwu.
En el 642 aC, el comte de Liang volia construir una nova capital, però va ser presa per l'Estat de Qin després d'haver estat completada.
En el 641 aC, l'Estat de Qin conquerí l'Estat de Liang. D'acord amb el Zuo Zhuan, la gent Liang no eren capaços de suportar el treball que els donava el Comte de Liang i per això l'Estat de Qin va conquerir fàcilment Liang.

## Liang en l'astronomia
Liang és representat per l'estrella Delta Ophiuchi en asterisme Mur a la Dreta, Recinte del Mercat Celestial Mercat (vegeu constel·lació xinesa).